# Messier 92
Messier 92 (M92 ili NGC 6341) je kuglasti skup u zviježđu Herkulu. Otkrio ga je Johann Elert Bode 1777. godine. Charles Messier je skup 18. ožujka 1781. godine samostalno otkrio i uvrstio u katalog. William Herschel je skup prvi razlučio na zvijezde 1783. godine.

## Svojstva
M92 nalazi se 26.000 svjetlosnih godina od nas, tek nešto dalje od svog sjajnijeg susjeda, M13. Proučavanje dijagrama HR pokazuje da je skup nešto mlađi od M13 jer posjeduje veći broj plavih zvijezda.
M92 je divan objekt. Nešto je tamniji od M13 ali je i njegov promjer 1/3 manji od M13. Njegov kutni promjer od 14' odgovara stvarnom promjeru od 109 svjetlosnih godina. Masa skupa je oko 330.000 puta veća od mase Sunca.
Dosad je samo 16 promjenjivih zvijezda otkriveno u skupu od čega 14 pripada tipu RR Lyrae. M92 nama se približava brzinom od 112 km/s.
M92 nalazi se blizu kružnice koju opisuje Zemlja. Za 14.000 godina M92 nalazit će se manje od 1° od sjevernog nebeskog pola.

## Amaterska promatranja
Prividni sjaj skupa je magnitude + 6,5. Lako ga je moguće vidjeti u dvogledu kao mutnu zvijezdu. U teleskopima može se vidjeti kao roj zvijezda. U 200 mm-skom teleskopu vidljivo je oko 15 sjajnijih zvijezda i još mnogo na rubu vidljivosti. Skup ima veoma sjajnu jezgru koju teško razlučuju i teleskopi od 300 mm u promjeru.

## Vanjske poveznice
- (engl.) SEDS: NGC 6341
- (engl.) Hartmut Frommert: Revidirani Novi opći katalog
- (engl.) Izvangalaktička baza podataka NASA-e i IPAC-a
- (engl.) Astronomska baza podataka SIMBAD
- (engl.) VizieR
- (engl.) Auke Slotegraaf: NGC 6341 Deep Sky Observer's Companion
- (engl.) Courtney Seligman: Objekti Novog općeg kataloga: NGC 6300 - 6349
- Skica M92[neaktivna poveznica]